# Dorfkirche St. Gangloff

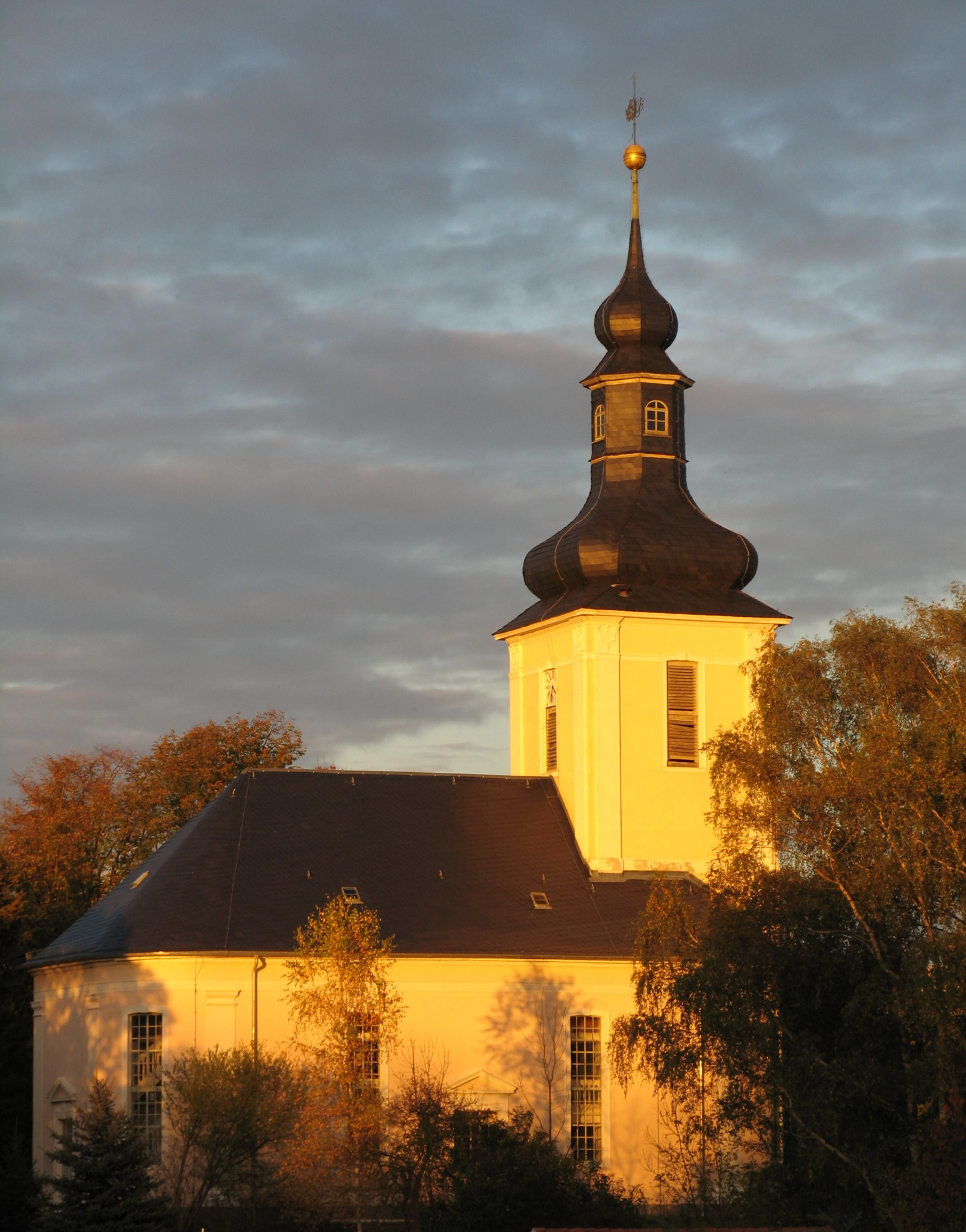
Die Kirche

Die evangelische Dorfkirche St. Gangloff steht in der Gemeinde St. Gangloff im Saale-Holzland-Kreis in Thüringen. Sie gehört zur Kirchengemeinde St. Gangloff im Kirchenkreis Gera der Evangelischen Kirche in Mitteldeutschland.

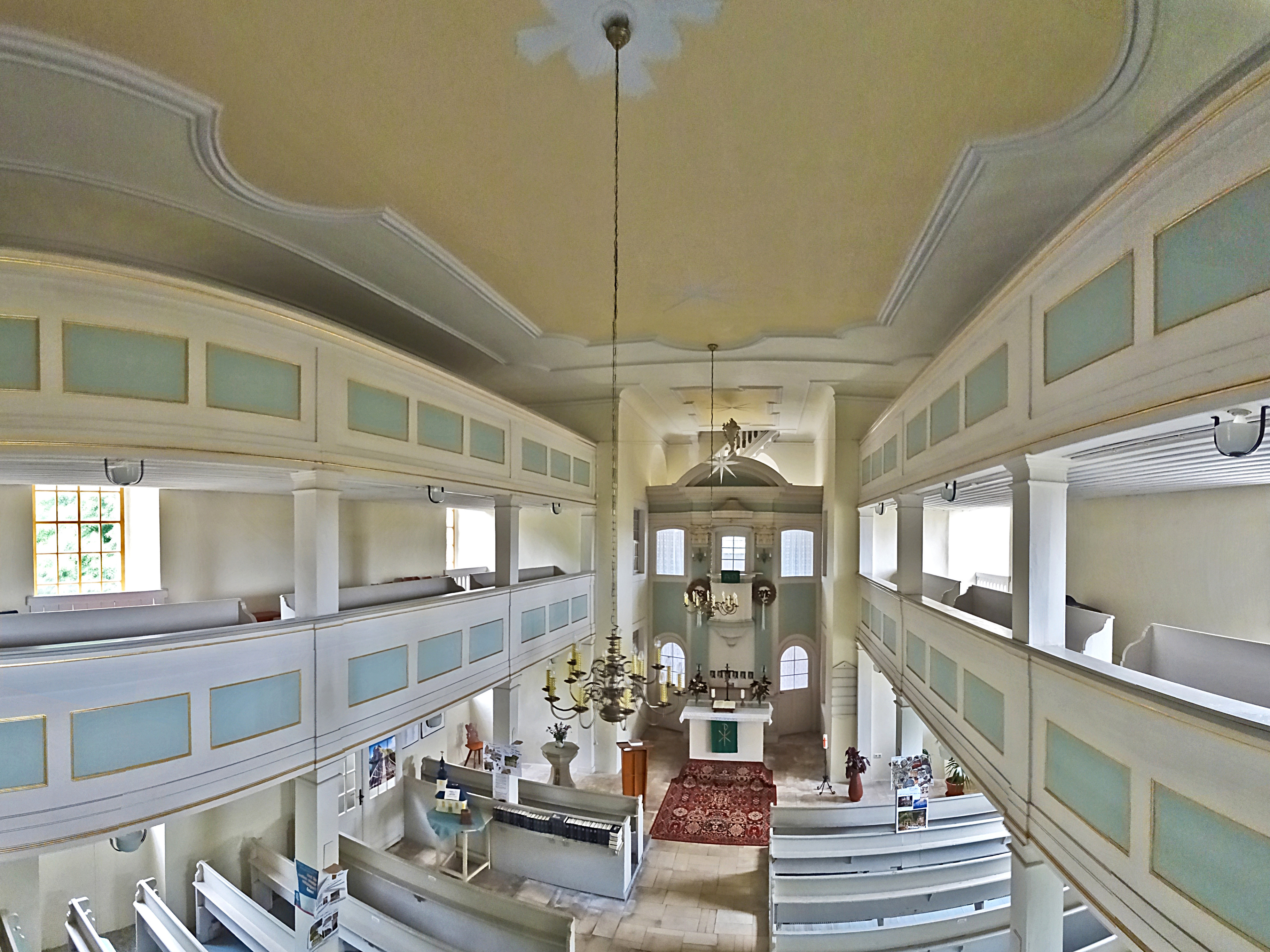
Innenansicht

## Geschichte
Im Jahr 1756 ersetzten die Einwohner die im Zopfstil gebaute Holzkirche durch die heute noch bestehende Kirche.
Der Chor besitzt die gleiche Breite des Langhauses und alles bildet ein Rechteck mit abgerundeten Ecken. 1784 wurde eine Holzdecke eingebaut.
Der Kanzeleinbau wurde 1972 bei einer Innenrenovierung farblich modernisiert.
1982 erfolgte die Neueindeckung der Dächer.
Die drei Bronzeglocken wurden 1837, 1925 und 1987 gegossen. Im Kirchenschiff befinden sich zwei Emporen und ein Altar, der 1972 Marmorplatten erhielt.
Die Orgel lieferte 1780 die Firma Poppe aus Schleiz. Eine elektrische Bankheizung ist vorhanden.